# Monika Fedusio
Monika Fedusio (ur. 6 listopada 1999 w Giżycku) – polska siatkarka, grająca na pozycji przyjmującej. 

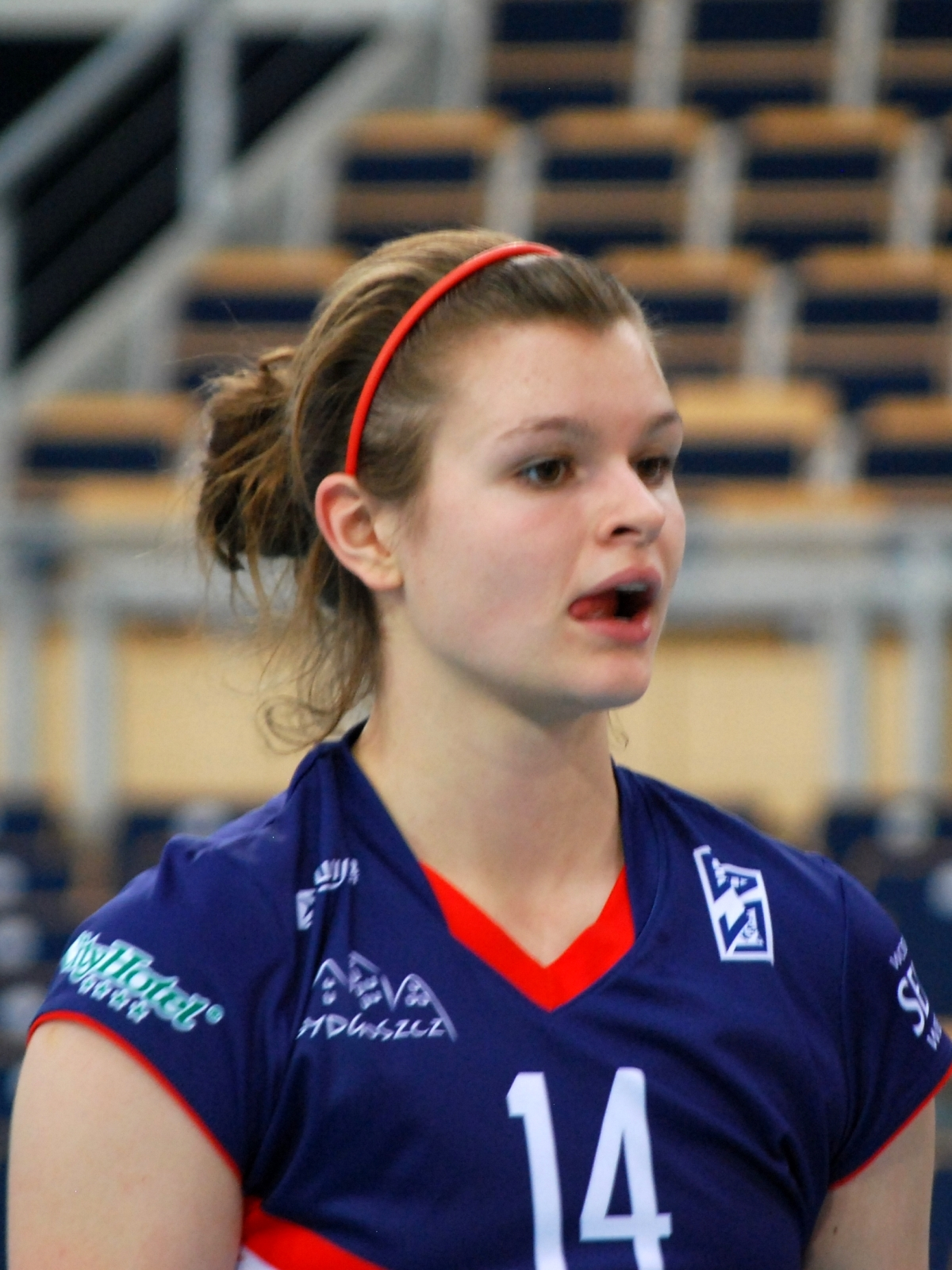
Monika Fedusio zawodniczką Pałacu Bydgoszcz w sezonie 2017/2018

## Życiorys

### Kariera klubowa
Jest wychowanką Orła Malbork, w którego barwach rozpoczęła grę w 2014. Jej pierwszym trenerem był Szymon Żołędziewski. W trakcie sezonu 2015/2016 została zawodniczką Trefla Sopot i w  marcu 2016 wygrała z tą drużyną rozgrywki Młodej Ligi Kobiet. Równocześnie w kwietniu 2016 zdobyła z Orłem Malbork wicemistrzostwo Polski juniorek. We wrześniu 2016 została włączona do pierwszego składu Trefla Sopot. W ekstraklasie debiutowała w barwach tego klubu 6 listopada 2016. Od lipca 2017 była zawodniczką KS Pałac Bydgoszcz. W czerwcu 2020 została zawodniczką zespołu Grot Budowlani Łódź, wywalczyła z nim Superpuchar Polski w 2020, grała też finałowym spotkaniu Pucharu Polski w 2021. Podczas Gali Polskiej Ligi Siatkówki 2023 została Siatkarką Sezonu 2022/2023 Tauron Ligi.

### Kariera reprezentacyjna
Występowała w reprezentacji Polski juniorek i kadetek. W 2015 wystąpiła w turnieju siatkarskim Letniego Olimpijskiego Festiwalu Młodzieży Europy (Polki odpadły w fazie grupowej) oraz na mistrzostwach świata kadetek (8. miejsce). W reprezentacji seniorek Polski debiutowała 10 stycznia 2020 w meczu kwalifikacji olimpijskich przed igrzyskami olimpijskimi w Tokio. W 2021 wystąpiła w rozgrywkach Ligi Narodów, w których zajęła z zespołem 11. miejsce oraz na mistrzostwach Europy (Polki zajęły ostatecznie 5. miejsce).

### Życie prywatne
12 czerwca 2025 roku poślubiła swojego wieloletniego partnera życiowego Filipa Lampkowskiego.

## Sukcesy klubowe

### młodzieżowe
Mistrzostwa Polski juniorek
- 2016

Młoda Liga Kobiet:
- 2016

### seniorskie
Superpuchar Polski:
- 2020, 2023[20]

Mistrzostwo Polski:
- 2024[21], 2025[22]
- 2023[23]

Puchar Polski:
- 2025

## Sukcesy reprezentacyjne
Liga Narodów:
- 2023, 2024[24]